# Ehrenring der Stadt Essen
Mit dem Ehrenring der Stadt Essen, der zweithöchsten Auszeichnung der Stadt Essen nach der Ehrenbürgerwürde, zeichnet die Stadt seit 1961 Persönlichkeiten aus, die sich um diese in hervorragendem Maße verdient gemacht haben. Der Ehrenring wird durch den Rat der Stadt Essen verliehen.

## Erster Ehrenring
Der ersten Ehrenring der Stadt Essen wurde Gustav Krupp von Bohlen und Halbach zur Zeit des Nationalsozialismus am 7. August 1940, an dessen 70. Geburtstag, überreicht. Der Ring wurde von der Essener Goldschmiedin Elisabeth Treskow gestaltet. Außen trug der Ring die Gravur „Ehrenring“, innen die Beschriftung „Gustav Krupp von Bohlen und Halbach am 7. 8. 40.“

## Form
Der Ehrenring, entworfen von einer Essener Goldschmiedin, besteht aus glatt poliertem 750/000 Gold mit einem 15 mal 19 mm großen, blauen Lapislazuli im Ringkopf, in den das Stadtwappen eingraviert ist. Diese Gravur ist mit Feingold ausgelegt, womit die Stadtfarben blau und gelb symbolisiert werden. An der linken Seite befinden sich acht bis zehn in Platin eingefasste Baguette-Diamanten. Eine außen gravierte Umschrift trägt den Schriftzug Ehrenring der Stadt Essen, die Innere Gravur den Namen des Beliehenen und das Verleihungsdatum.

## Gremium
Vorschlagsberechtigt sind der Oberbürgermeister und die Fraktionen des Rates der Stadt Essen.

## Urkunde und Zeremonie
Über die Verleihung des Ehrenringes wird eine Urkunde ausgestellt, die vom Oberbürgermeister zu unterzeichnen ist. Ihr Wortlaut, der die Verdienste des Beliehenen, die für die Verleihung ausschlaggebend waren, ist öffentlich bekanntzugeben.

## Satzung
Mit Satzung vom 25. Oktober 1961 beschloss der Rat der Stadt die Stiftung des Ehrenringes der Stadt Essen (aufgrund der §§ 7 und 28 der Gemeindeordnung für das Land Nordrhein-Westfalen in der Fassung vom 28. Oktober 1952 (GS. NW. S. 167)). Die Satzung trat zur Bekanntmachung im Amtsblatt der Stadt Essen am 11. November 1961 in Kraft. Das Recht zum Tragen des Ehrenringes steht nur dem Beliehenen zu und erlischt mit dessen Tod. Danach verbleibt die Auszeichnung des Beliehenen bei seinen Erben, die jedoch nicht zum Tragen  berechtigt sind.

## Träger des Ehrenringes
- Alfried Krupp von Bohlen und Halbach (1961), posthume Aberkennung wegen seiner Rolle im Nationalsozialismus in der Diskussion[2]
- Gustav Heinemann (1969)
- Wilhelm Nieswandt (1970)
- Hans Toussaint (1970)
- Berthold Beitz (1983)
- Kardinal Franz Hengsbach (1984), posthume Aberkennung wegen Missbrauchsvorwürfen in der Diskussion[2]
- Horst Katzor (1986)
- Peter Reuschenbach (2002)
- Annette Jäger (2011)